# Championnat du monde d'échecs 2008
Vainqueur
Précédent Suivant
Le Championnat du monde d’échecs 2008 s’est joué entre le champion du monde en titre, l’Indien Viswanathan Anand, qui avait remporté le championnat du monde 2007 à Mexico, et le champion précédent, le Russe Vladimir Kramnik, qui avait obtenu le droit à un match revanche à la suite du championnat du monde 2006.
Le match a eu lieu à Bonn en Allemagne du 14 octobre au 29 octobre 2008 et a couronné le joueur indien Viswanathan Anand, victorieux 6½ à 4½.

## Contexte
Au moment où le match de la réunification de 2006 s'est déroulé entre le champion FIDE, Veselin Topalov et le champion classique, Vladimir Kramnik, la FIDE avait déjà préparé des plans pour le championnat du monde 2007. Une place dans ce tournoi était réservée au champion FIDE en titre, mais Topalov a consenti à renoncer à cette place au profit de Kramnik si celui-ci venait à gagner le match qui les opposa, ce qui fut le cas. Par conséquent, Topalov ne fut pas autorisé à participer au championnat 2007, bien qu'il fût 2e joueur au classement mondial, mais obtint un match revanche contre Kramnik si celui-ci gagnait le championnat, ce qui ne fut pas le cas. À titre de compensation, il obtient le droit d'accès à la phase finale du Championnat du monde d'échecs 2009.

## Résultats antérieurs
De 1989 à 2008, Anand et Kramnik ont joué 51 parties ensemble avec les résultats suivants :
|                                  | Victoires de Anand | Nulles | Victoires de Kramnik |
| -------------------------------- | ------------------ | ------ | -------------------- |
| Anand (Blancs) – Kramnik (Noirs) | 2                  | 19     | 0                    |
| Kramnik (Blancs) – Anand (Noirs) | 2                  | 22     | 6                    |
| Total                            | 4                  | 41     | 6                    |

## Conditions du match
Le match se déroule en 12 parties cadencées à 120 minutes pour 40 coups, puis 60 minutes pour 20 coups puis 15 minutes et 30 secondes d'incrément par coup.
En cas d'égalité, 4 parties rapides (25 minutes et 10 secondes d'incrément par coup) seront disputées. En cas de nouvelle égalité, 2 « blitz  » (5 minutes et 10 secondes d'incrément par coup) seront disputées. Enfin, si l'égalité persiste, un « blitz mort subite » (6 minutes pour les blancs, 5 minutes pour les noirs) avec gain - et donc titre mondial - accordé aux noirs en cas de partie nulle.

## Résultats
Les parties débutent à 15 h.
| Date       | Partie     | Blancs  | Noirs   | Résultat            | Score                             | Ouverture              | Variante                     | Code ECO |
| ---------- | ---------- | ------- | ------- | ------------------- | --------------------------------- | ---------------------- | ---------------------------- | -------- |
| 14 octobre | 1re partie | Kramnik | Anand   | Nulle               | Égalité ½ – ½                     | Défense slave          | variante d’échange           | (D14)    |
| 15 octobre | 2e partie  | Anand   | Kramnik | Nulle               | Égalité 1 - 1                     | Défense nimzo-indienne | variante Sämisch             | (E25)    |
| 17 octobre | 3e partie  | Kramnik | Anand   | Victoire de Anand   | Anand mène 2 - 1                  | Défense semi-slave     | variante de Méran            | (D49)    |
| 18 octobre | 4e partie  | Anand   | Kramnik | Nulle               | Anand mène 2,5 - 1,5              | Gambit dame refusé     | variante 5.Ff4               | (D37)    |
| 20 octobre | 5e partie  | Kramnik | Anand   | Victoire de Anand   | Anand mène 3,5 - 1,5              | Défense semi-slave     | variante de Méran            | (D49)    |
| 21 octobre | 6e partie  | Anand   | Kramnik | Victoire de Anand   | Anand mène 4,5 - 1,5              | Défense nimzo-indienne | système Romanichine          | (E34)    |
| 23 octobre | 7e partie  | Anand   | Kramnik | Nulle               | Anand mène 5 - 2                  | Défense slave          | variante hollandaise         | (D19)    |
| 24 octobre | 8e partie  | Kramnik | Anand   | Nulle               | Anand mène 5,5 - 2,5              | Gambit dame refusé     | défense Ragozine             | (D39)    |
| 26 octobre | 9e partie  | Anand   | Kramnik | Nulle               | Anand mène 6 - 3                  | Défense semi-slave     | variante anti-Moscou (6.Fh4) | (D43)    |
| 27 octobre | 10e partie | Kramnik | Anand   | Victoire de Kramnik | Anand mène 6 - 4                  | Défense nimzo-indienne | variante des trois cavaliers | (E20)    |
| 29 octobre | 11e partie | Anand   | Kramnik | Nulle               | Anand remporte le match 6,5 à 4,5 | Défense sicilienne     | variante Najdorf             | (B96)    |